# Cornel Zainea
Cornel Zainea (n. 9 decembrie 1982, Galați, România) este un inginer software și politician român, ales deputat în 2016.
Născut la Galați, a studiat informatica la Colegiul Național „Mihail Kogălniceanu” și apoi a fost admis la Facultatea de Automatică și Calculatoare a Universității Politehnica din București. A început să lucreze din anul IV, iar după terminarea facultății s-a angajat ca inginer QA la Mettler Toledo⁠(en)[traduceți]. În 2009, a trecut la compania Bitdefender.
În 2016, a început să activeze în societatea civilă, încercând să combată poluarea chimică și olfactivă din zona de nord-vest a Bucureștiului. În același an, a aderat la USR și la alegerile legislative din luna decembrie a acelui an a fost ales deputat.